# Молодая (песня)
«Молода́я» (инципит «Я не ною о судьбе, лучшее храня в себе…») — самая известная авторская песня Ефрема Амирамова, написанная в 1991 году на стыке жанров городского романса (с сильным влиянием цыганского романса) и блатной песни. Песня была написана Амирамовым за пятнадцать минут после скандала с женой. По просьбам зрителей певец исполняет её не меньше двух раз на каждом своём концерте.

## История
Музыка и слова Ефрема Амирамова

Я не ною о судьбе, лучшее храня в себе

И признанием тебе досаждая.

Привыкая к боли pан, я прощу тебе обман.

Ты ж как в песне у цыган — молодая.

Э-э-эй, молодая.

<…>
В 1991 году к Ефрему Амирамову в Нальчик приехали из Ростова-на-Дону его однокурсники по финансово-экономическому факультету Ростовского института народного хозяйства. Засидевшись с ними допоздна, Амирамов только под утро вернулся домой, где жена устроила ему небольшой скандал. Сразу после скандала, на кухне, Амирамов, «смотря в потолок» и представляя себе вместо жены желанную женщину, за пятнадцать минут написал песню: «…Сначала песня написалась: „Эх, была бы ты…“ То есть она никому не посвящена фактически, „Молодая“. Она посвящена иллюзии, что ли…». С женой Ириной Амирамов впоследствии расстался, но, по собственному признанию, не развёлся.
По воспоминаниям Ефрема Амирамова, песня была быстро записана в студии. Во время её сведения в студию к Амирамову заехал с какой-то съёмки режиссёр Игорь Песоцкий с оператором, предложивший сделать на неё клип. В тот же день около одиннадцати часов вечера двумя девушками-добровольными помощницами был найден недалеко от студии многоэтажный дом, и они пошли по квартирам с просьбой о съёмке. Часть съёмки была документальной: женщина, ругавшая музыкантов и съёмочную группу со своего балкона, действительно их ругала. Жених и невеста были из этого же дома и лишь надели по просьбе съёмочной группы свои свадебные наряды. Автомобиль ЗИЛ, на котором импровизированная свадьба подъезжала к дому, стоял до начала съёмки там же возле подъезда.
Роль картёжника в клипе исполнил Камиль Ларин, роль алкоголика — Ростислав Хаит (съёмки клипа происходили за два года до появления «Квартета И»).
Позже Ефрем Амирамов вспоминал, что клип был снят Песоцким за шесть литровых бутылок орловской водки, одной из которых расплатились за аренду ремонтной вышки, три были выпиты во время съёмки, а в клипе с одной из бутылок выходил из подъезда племянник Амирамова, произносящий фразу «Вот именно!».
Фразы «О́пачки!» и ответная «Вот именно!», по воспоминаниям Ефрема Амирамова, появились в песне (и затем в клипе) во время записи в студии, когда Амирамов, недовольный аранжировкой, сказал о ней: «Ну что за опачки?», а аранжировщик Слава Квин ответил: «Вот именно!». При сведении чуть сокращённые фразы остались в окончательной версии и способствовали дополнительной популярности песни. В концертных исполнениях песни Амирамов либо воспроизводит их полностью, либо только «Опачки!», либо обе опускает.
Иногда невероятные вещи происходят: клип, который снят за шесть бутылок водки, сделал меня популярным человеком. Второй клип я снял за 32 000 долларов, его так никто и не увидел. Нет, его увидели, но никакого эффекта он не произвёл.
Для ротации на радиостанциях Ефрем Амирамов был вынужден убрать из слишком длинной песни один куплет, но спустя несколько лет вернул его в ремикс.
К популярности песни Амирамов относится положительно, исполняя её по просьбам зрителей на протяжении десятилетий не меньше двух раз за концерт:
Это не может не радовать, потому что я написал песню, которая много лет нравится людям. Разве может радушного хозяина расстраивать гость, который пришёл на ужин и просит добавки? <…> Даже если меня ассоциируют только с этой песней, это значит, что я оставил свой след в жизни.
По словам Амирамова, он поёт «Молодую» каждый раз по-разному — в зависимости от настроения, исполняя её то как романс, то в быстром темпе. Выступающие с ним музыканты также играют эту песню «в зависимости от состояния души».

## Признание
В 2004 году Ефрем Амирамов стал лауреатом премии «Шансон года» в номинации «Легенда шансона», спев на церемонии награждения одну песню — «Молодая».

## Рецепция
Несмотря на исключительную популярность, песня «Молодая» не вошла в серию о 1991 годе самого масштабного российского цикла документальных телевизионных передач по истории СССР и России «Намедни. Наша эра» Леонида Парфёнова. В серию об этом годе на сломе политических эпох из заключительных событий советского шоу-бизнеса вошло лишь убийство Игоря Талькова и присвоение последних званий Народный артист СССР Алле Пугачёвой и Олегу Янковскому[значимость факта?].

## В искусстве и массовой культуре
В спектакле «Тиль» по одноимённой пьесе Григория Горина Воронежского академического театра драмы имени А. В. Кольцова, поставленном в 2019 году московским режиссёром Глебом Черепановым, песню «Молодая» «надрывно» пели доносчик-горбун Иост (Вячеслав Гардер) и пьяный священник (Егор Казаченко). Помимо сочинения Амирамова музыкальный ряд спектакля включал в себя Du hast группы Rammstein, индийские танцы и музыку, «Праздник начинается сейчас» группы «Машина времени».